# Хуан Чжун
Хуан Чжун (кит.: 黄忠, піньїнь: Huáng Zhōng　148? — 220) — китайський полководець династій Східна Хань і Шу періоду Тридержавності. Відомий завдяки перемозі у битві на горі Дінжунь, в якій його сили розбили армію вейського генерала Сяхоу Юаня. За цей подвиг Хуан Чжун був підвищений до п'ятірки найвпливовіших офіцерів династії Шу, згодом відомих як «п'ятеро генералів-тигрів».
Хуан Чун завжди зображається у літературі і мистецтві як літній полководець з молодецьким запалом і поставою. Йому приписують невсипущий дух вдосконалення, незважаючи на його вік. Проте реальних історичних відомостей про нього дуже мало, тому визначити його вік напевне неможливо.